# Leon Radojewski
Leon Radojewski (ur. 29 stycznia 1909 w Datteln, zm. 2 kwietnia 1984) – polski piłkarz występujący na pozycji napastnika, reprezentant Polski.

## Kariera klubowa
Grę w piłkę nożną rozpoczął w wieku 14 lat w Unii Poznań. W 1925 roku przeniósł się do Warty Poznań. W barwach tego klubu rozegrał 180 spotkań i zdobył 28 bramek i wywalczył w sezonie 1929 mistrzostwo Polski. W 1935 roku zakończył karierę.

## Kariera reprezentacyjna
Wystąpił jeden raz w meczu reprezentacji Polski strzelając jedną bramkę. Zagrał w spotkaniu z Łotwą rozegranym w Warszawie 2 października 1932. 

### Bramki w reprezentacji
| LP | Data                | Miejsce                            | Przeciwnik | Bramka | Rezultat | Ranga meczu     |
| -- | ------------------- | ---------------------------------- | ---------- | ------ | -------- | --------------- |
| 1. | 2 października 1932 | Stadion Wojska Polskiego, Warszawa | Łotwa      | 2:1    | 2:1      | Mecz towarzyski |

## Życie prywatne
W latach 1925–1926 używał nazwiska Ratajczak. W czasie okupacji niemieckiej wyjechał z Poznania.

## Sukcesy
Warta Poznań
- mistrzostwo Polski: 1929